# Гауя (мотовелосипед)

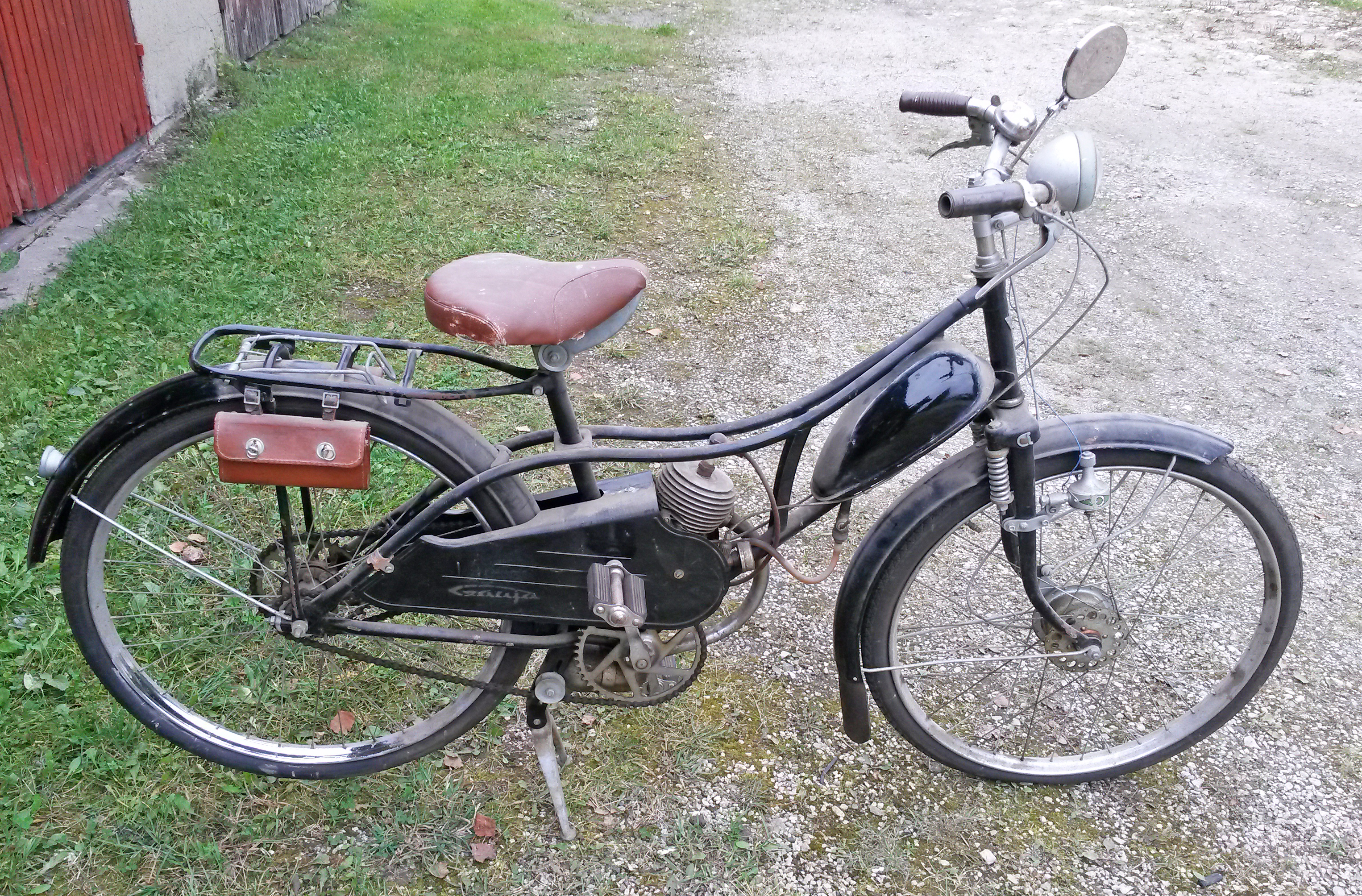
Мотовелосипед Gauja (Riga-2) 1961 року в оригінальному стані

Гауя (латис. Gauja) — мотовелосипед, вироблявся з 1961 по 1966 рік на Ризькому заводі «Саркана Звайгзне» (латис. Sarkanā zvaigzne), був першим легким (одношвидкісним) мопедом РМЗ. Мотовелосипед отримав назву «Гауя» по імені найдовшої річки Латвії. Також маркувався як «Рига-2».

## Технічні особливості
Мотовелосипед «Гауя» було оснащено фігурною жорсткою рамою спаяної з труб різного діаметру, на ній встановлювалась каретка педалей велосипедного типу. Передня вилка маятникового типу з пружинними амортизаторами, підвіска заднього колеса була жорстка.
На передньому колесі була встановлена втулка з гальмівними колодками. На задньому колесі монтувалася велосипедна втулка типу «Торпедо», гальмо приводиться в дію педалями.
Колеса велосипедні 26 «, з покришками розміром 26х2» (665х48 мм).
Поворотна ручка управління дроселем карбюратора і важіль переднього гальма розташовувалися на правій половині керма, а на лівій стороні важіль зчеплення.
Сідло пружинне, з мікропористої гуми, обшито шкірозамінником.
На «Гаую» встановлювалися велосипедні двигуни Д-4 або Д-5 потужністю 1 к.с.
Електрообладнання мотовелосипеда складалося з велогенератора Г-61 і велосипедної фари ФГ-15.
Існувало два варіанти цього мотовелосипеда. У ранніх моделях — натягувач ланцюга педалей встановлювався праворуч на задньому колесі, а у пізніх — на кронштейні підніжки. Так само мотовелосипеди ранніх випусків мали на щитку напис «Gauja» нанесену фарбою, на моделях виробництва з 1963 року напис був штампований рельєфом.
На моделях останніх випусків встановлювали пружинну телескопічну передню вилку.
На зміну мотовелосипеду «Гауя» прийшла модель «Рига-5».

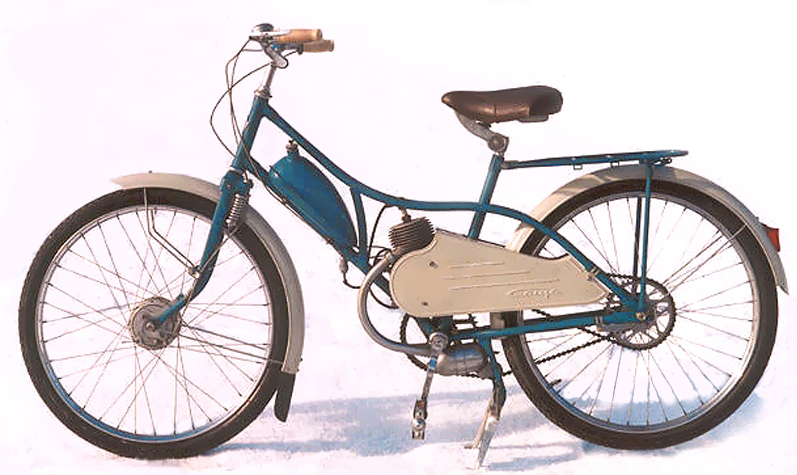
Мотовелосипед «Гауя» з двигуном Д-4

Технічна характеристика мотовелосипеда «Гауя»:
- База — 1105 мм
- Довжина — 1855 мм
- Висота — 1070 мм
- Втулка заднього колеса — гальмівна, велосипедна типу Torpedo
- Розмір шин — 559х48 (26х2)
- Передня вилка-пружинна, маятникового типу
- Двигун — одношвидкісний Д-4, 45 куб. см., 1 к. с.
- Витрата бензину — 1,5 літра на 100 км (при швидкості 20 км / г)
- Вантажопідйомність — до 100 кг
- Макс. швидкість — до 50 км / год.
- Вага разом з двигуном — 31 кг.